# Irma Palencia
Irma Elizabeth Palencia Orellana (San Cristóbal Acasaguastlán, 22 de enero de 1965) es una abogada y jurista guatemalteca que actualmente es magistrada del Tribunal Supremo Electoral, ejerció como magistrada presidente del Tribunal Supremo Electoral de Guatemala de 2022 a 2023, bajo su mandato se realizaron las Elecciones generales de Guatemala de 2023.

## Biografía
Palencia Orellana nació en el municipio de San Cristóbal Acasaguastlán en 1965, estudió ciencias jurídicas y sociales en la Universidad de San Carlos de Guatemala y obtuvo el título de Abogada y Notaria con grado académico de licenciada en 1998. Posteriormente estudió una «Alta Especialización en Gestión Pública» en el Instituto Nacional de Administración Pública de Guatemala, en el 2019 logró una maestría en Propiedad Intelectual en la Facultad de Ciencias Jurídicas y Sociales de la USAC. En 2018 cursó un doctorado en «Ciencias Políticas y Sociología» en la Universidad Pontifica de Salamanca y en 2019 un doctorado internacional en «Derecho del Trabajo, Previsión Social y Derechos Humanos» en la USAC.
Entre 2005 y 2016 fue catedrática en la Universidad Mariano Gálvez en cursos de Derecho Internacional Público y Privado, Laboral, Procesal, Mercantil y otros, también en 2017 a 2019 fue catedrática en la Universidad Da Vinci de Guatemala en cursos de Derechos Humanos. 
Entre 2003 y 2005 fue coordinadora nacional de las Auxiliaturas de la Procuraduría de los Derechos Humanos, y en el año 2006 ejerció como directora ejecutiva de la Comisión Nacional para Seguimiento y Apoyo al Fortalecimiento de la Justicia cargo que dejó en 2008.

## Vida pública
En el año 2012 se postuló e integró la terna final que fue presentada al pleno del Congreso de la República de Guatemala para elegir al Procurador de los Derechos Humanos, en la que fue electo Jorge de León Duque, Palencia recibió únicamente 13 votos del total de 158 diputados.
En el año 2014 se postuló para ser magistrada de Corte de Apelaciones en el Organismo Judicial, esta vez integró la nómina presentada al congreso y finalmente fue elegida en septiembre de ese año como magistrada de apelaciones, tomando posesión el 25 de noviembre de 2014.Fue magistrada de la sala tercera de apelaciones de Trabajo y Previsión Social durante el período constitucional 2014-2019, sin embargo debido a que el Congreso no eligió a sus sustitutos continuó ejerciendo funciones hasta marzo de 2020 cuando fue electa como magistrada del tribunal electoral.
El 17 de marzo de 2020 fue elegida como Magistrada del Tribunal Supremo Electoral de Guatemala por parte del Congreso, con 147 votos de 160 posibles. Tomó posesión el 20 de marzo y el 14 de agosto de 2022 asumió como presidente del tribunal de acuerdo al orden de rotación establecido al inicio de la magistratura.

### Elecciones generales 2023
Bajo su presidencia se realizaron las elecciones generales de 2023, en las cuales surgieron varios problemas anteriores y posteriores al evento, Palencia actualmente ya no puede ejercer su cargo debido a que está bajo una investigación por la adquisición irregular del sistema TREP. Entre estas acciones fueron las realizadas por miembros de partidos políticos que interpusieron recursos legales para volver a contabilizar todos los votos y revisión de actas, lo primero no se realizó por la falta de tiempo y peligro que lo segunda vuelta no se realizara, lo segundo se realizó y provocó que la oficialización de resultados se atrasara una semana.
Posteriormente el Ministerio Público realizó una serie de allanamientos al tribunal por un caso en contra del Movimiento Semilla por una denuncia de falsificación de firmas cuando este se constituía como partido político y un juez emitió órdenes judiciales para suspenderle la personalidad jurídica y no adjudicar los cargos que habían ganado, extremo que miembros del tribunal electoral rechazaron por encontrarse en curso un proceso electoral, esto provocó la crítica a los magistrados por parte de un sector de extremo conservadurismo del país y el aplauso del sector progresista. A pesar de un amparo de la Corte Constitucional el juez emitió orden de arresto en contra de la registradora de ciudadanos interina, a pesar de que ella tenía inmunidad y se viralizaron amenazas de retiro de inmunidad para los miembros del tribunal electoral. A raíz de esos acontecimientos Palencia participó en una sesión extraordinaria del Consejo Permanente de la OEA en donde expresó que el rechazo a los resultados había generado un clima «desfavorable» y de «intimidaciones».